# Paratrypauchen microcephalus
Paratrypauchen microcephalus és una espècie de peix de la família dels gòbids i de l'ordre dels perciformes.

## Morfologia
- Els mascles poden assolir 18 cm de longitud total.[2][3]

## Hàbitat
És un peix de clima tropical i demersal.

## Distribució geogràfica
Es troba a la Xina (incloent-hi Hong Kong), l'Índia, Indonèsia, el Japó, Kenya, Corea, Malàisia, Nova Caledònia, Papua Nova Guinea, les Filipines, Sud-àfrica, Taiwan i el Vietnam.

## Observacions
És inofensiu per als humans.